# АФК Нютаун
АФК Нютаун (на английски: Newtown Association Football Club, Нютаун Асоусиейшън Футбол Клъб; на уелски: Clwb Pêl-droed Y Drenewydd, Клуб Пеел-дройд Ъ Дренеуид) е уелски футболен клуб, базиран в едноименния град Нютаун. Играе мачовете си на стадион Ладам Парк.

## Успехи
- Уелска Висша лига:
  -  Вицешампион (2): 1995/96, 1997/98
- Купа на Уелс:
  -  Носител (2): 1878/79, 1894/95
  -  Финалист (5): 1880/81, 1885/86, 1887/88, 1896/97, 2014/15
- Купа на лигата:
  -  Финалист (2): 2011/12
- Къмри Премиър:
  -  Финалист (2): 1995/96, 1997/98
- Аматьорска купа на Уелс:
  -  Носител (1): 1954/55
- Лятна купа:
  -  Носител (2): 1994/95, 1995/96
- Купа Артър Барит:
  -  Носител (1): 1986/87
- Welsh Intermediate Cup:
  -  Финалист (2):1985/86, 1987/88
- Купа на Централен Уелс:
  -  Носител (2): 1992/93, 1993/94
- Central Wales Floodlit Cup:
  -  Носител (1): 1994/95
- Mid Wales League Cup:
  -  Носител (2): 1994/95, 1997/98
- Купа Монтгомъришайър:
  -  Носител (1): 1995/96
- Лига Шропшър:
  -  Носител (1): 1892/93

## Бележка
- 1 – понеже АФК Нийт Атлетик не успява да покрие изискванията на Уелската Висша лига след края на сезон 2011/12 не изпада АФК Нютаун, а вместо тях АФК Нийт Атлетик.